# 塚穴古墳 (河内長野市)
塚穴古墳（つかあなこふん）は、大阪府河内長野市上原西町にある古墳。現状の形状は円墳。

## 概要
もともと古墳時代に作られた古墳であるが、一旦壊されたのちに石室が再構築されており、このような経過をもつ古墳は類を見ない。
河内長野市教育委員会の調査では、石室内部からは人の火葬骨が入った甕が出土したほか、土器や陶磁器に混じって永楽通宝や寛永通宝などの銅銭も出土していること、周辺の宝篋印塔などの石造物に刻まれた年号などから、古墳の石室は江戸時代に組み直されて、墓地に転用されたとみられている。

## 伝承
地元では、「豊臣秀吉による大坂城築城の際に、石材を得るために古墳を解体した。あまりに大きな石だったのでくさびを入れて割り、運び出そうとしたが『怪異が生じ』、元のように石室を組み直した」との伝承がある。
実際に石室内の石材には、石を割るためのくさびの痕が確認できる。